# Českobrodský okruh
Závody automobilů a motocyklů na Českobrodském okruhu se konaly v letech 1934-1938. Závod Okruh českobrodský byl v roce 2002 obnoven jako závod veteránů. 

## Závody automobilů a motocyklů
Českobrodské okruhy se jezdily od roku 1934 do roku 1938. Při poměrně skromných cenách nebylo snadné získat těsně před červnovým závodem 1000 mil (1934-5) početnou řadu prvotřídních závodníků. První ročník, ještě jako tzv. jízda spolehlivosti se konal v roce 1934 na třicet kilometrů dlouhém okruhu z Českého Brodu přes Tismice, Vrátkov, Kostelec nad Černými lesy, Krupou, Liblice do Českého Brodu se stanoveným průměrem 50 km/h. Závod se jel za plného provozu
Od dalšího ročníku již na trati závodily automobily i motocykly řízené věhlasnými jezdci jako byli například Jiří Pohl, Zdeněk Pohl, Oto Nimshaus, Jan Kubíček, Antonín Vitvar (ten vyhrál v roce 1936 svoji třídu s automobilem Jawa 750, o rok později s motocyklem Jawa 500 OHV), František Juhan a mnoho dalších. Zájem diváků byl rovněž velký, není divu, když za program v ceně 2 Kč jste mohli vyhrát motocykl Ogar za 5300 Kč. V letech 1935 a 36 byla trať zkrácena na 26,3 kilometru a v posledních dvou letech na 7,6 kilometru. Není bez zajímavosti, že v roce 1935 dosáhl Jan Kubíček s Bugatti na rovince za Kostelcem rychlosti 155 km/h.

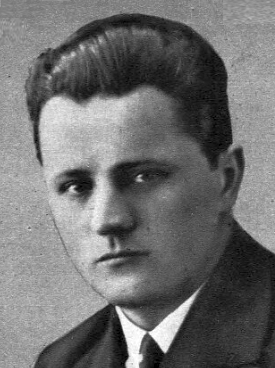
Antonín Vitvar vyhrál v roce 1936 třídu do 750 ccm na voze Jawa 750 a v roce 1937 vyhrál na motocyklu Jawa přes 350 ccm

### 1. ročník 1934
K Českobrodskému okruhu, na němž se konala v neděli 20. května o 13. hod. vysoce zajímavá soutěž motocyklů a automobilů, bylo přihlášeno 65 jezdců, mezi nimiž byli nejpopulárnější domácí jezdci. Soutěž uspořádala místní skupina Ligy československých motoristů. Poněvadž okruh byl velmi těžký a jezdci museli tuto trať dobře znát, vládl na okruhu již několik dní před závodem čilý tréninkový ruch. 1. ročník Českobrodského okruhu nebyl závodem, nýbrž soutěží spolehlivosti cestovních vozidel, ve které byl předepsán rychlostní průměr 50 km/hod. Nejlépe se umístil, kdo se ke stanovenému rychlostnímu průměru nejvíce přiblížil.
Závodu předcházela soutěž spolehlivosti bez rychlostního kritéria, která se jela týden před vlastním závodem, 12. května. Okruh v délce 30,1 km musel každý závodník absolvovat sedmkrát (210,7 km). Soutěž se jela za plného provozu. Během soutěže byla silnice obklopena mnoha zvědavci. Hodně lidí postávalo kolem silnic v místech, kde bylo možno očekávat i tak zvaný "výmaz". Okruh sám byl závodníky chválen a odborně oceněn i v některých revuích.
Českobrodského okruhu motoristů se 20. května nakonec zúčastnilo 64 jezdců (26 motocyklů, 7 sidecarů a 31 automobilů). Motocykly projížděly okruh 3x, automobily 7x při předepsané, průměrné rychlosti 50 km/hod.  Jezdce po celé délce trati sledovalo na 15 000 diváků. Absolutním vítězem v motocyklech prohlášen Mír. Skála na Jawě, v automobilech Emanuel Pinner (Aero) před Jiřím Pohlem. Z dam uhájila primát nejlepší jezdkyně soutěže Ela Slavíková na voze Aero.

### 2. ročník 1935
V roce 1935 trasa závodu vedla z Českého Brodu do Tismic, Vrátkova, Kostelce nad Černými lesy, Krupé, Kleček a z Liblic zpět do Č. Brodu. Druhý ročník se takřka na stejné trati, a na startu se objevilo už několik zvučných závodníků jako Juhan, Antonín Vitvar, Ela Slavíková, Zdeněk Pohl, Jiří Pohl a další. Okruh byl zkrácen na 26,3 km. V propozicích tohoto ročníku nebyla rychlost již limitována, nýbrž naopak byla základním kritériem hodnocení. Závod byl vypsán pro vozidla všech kategorií.

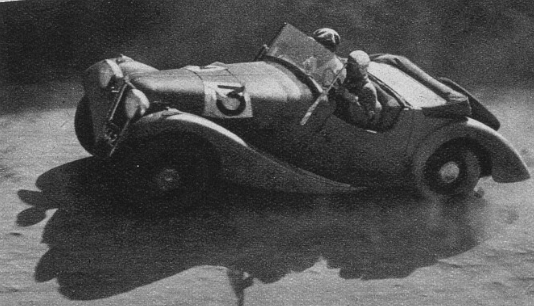
Slavíková-Vidra, Aero 30, Českobrodský okruh (1935)

V roce 1935 ve II. ročníku (5. května) Jaroslav Jindra na voze Walter Junior SS obsadil 2. místo ve třídě do 1100 cm³ (na 6 kol, 157,8 km) za Elou Slavíkovou na Aeru, která dosáhla času 2:09:01 h. Ta po oslavě svých narozenin z předchozího dne v den závodu zaspala, probudil ji až hřmot motorů z náměstí. Aby stihla závod, hodila si přes pyžamo nepromokavý plášť a vrhla se sprintem na start. To byl její poslední, vítězný závod před její těžkou havárií při závodě 1000 mil československých v polovině června 1935 na voze Aero 30, řízeném Bohumilem Turkem. 
V automobilech do 750 cm³ zvítězil Jiří Pohl na Aeru, do 1500 cm³ Karel Žák na Škodě.  Absolutním vítězem závodu se stal Jan Kubíček na Bugatti v čase 1:59:16 h, současně vytvořil traťový rekord. Startovalo celkem 80 jezdců.

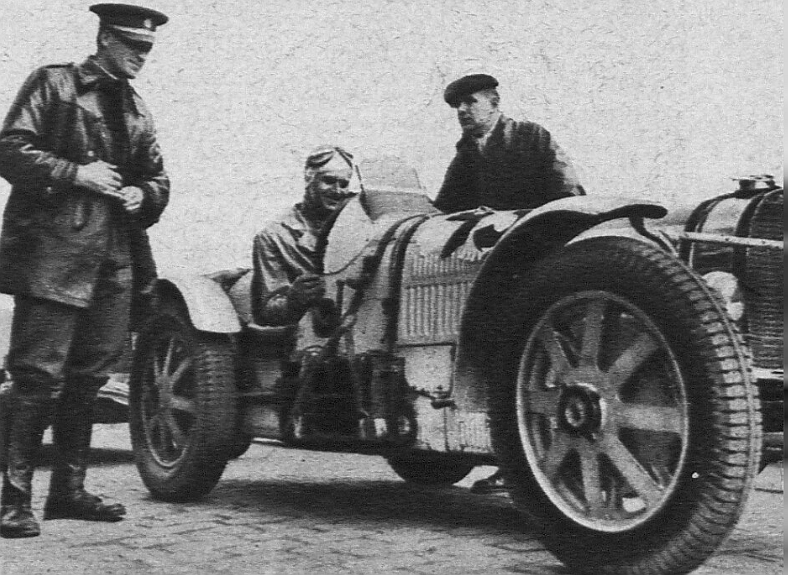
Zdeněk Pohl (Bugatti), vítěz Českobrodského okruhu (1936)

### 3. ročník 1936
Pobočka Ligy čs. motoristů (Podlipanský autoklub) z Českého Brodu uspořádala 3. května III. Okruh českobrodský pro automobily a motocykly. Startovalo 68 závodníků (38 motocyklů a 30 automobilů). Mezi hosty byli viceprezident AKRČs. komerční rada, továrník Otto Tanzer, ing. František Janeček, okresní hejtman dr. Strach a další. Jako jeden z prvních závodů pořádaných v Československu byla trať ozvučena místním rozhlasem. V hlavním závodě automobilů loňský vítěz Jan Kubíček byl vyřazen na konci 3. kola poruchou pístu a tak nic již nebránilo vítězství Zdeňka Pohla (přezdívaného Bašul) na Bugatti 2,3 l v novém traťovém rekordu 1:32:37,5 h. Mezi cenami za vítězství byla i opravdová, živá opice, kterou věnoval jezdec Vladimír Formánek, startující v třídě do 1100 ccm na Aeru.
V nejsilnější třídě přes 1500 ccm debutoval Ing. Deston na čtyřválcovém vozu Aero o objemu válců 1550 ccm. Přesto, že nedojel do cíle, lze jeho výkon hodnotit kladně. V prvých dvou kolech držel se značně těsně za Zdeňkem Pohlem a Janem Kubíčkem (oba Bugatti) a docílil též nejlepšího času kola z vozů domácí výroby. Defekt přerušovače v zapalování pak zmařil jeho šance na dobré umístění.

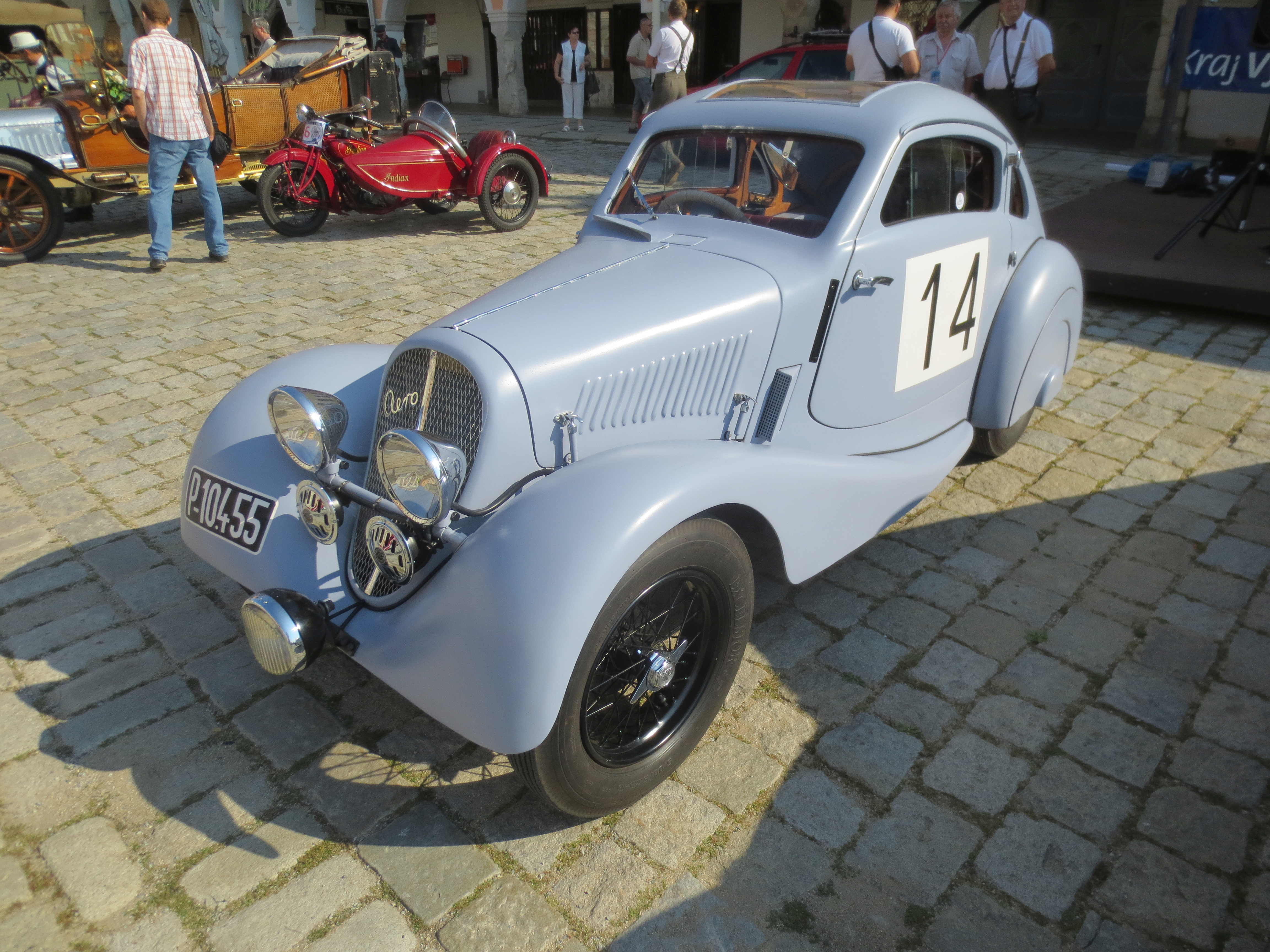
Aero 750 1000 mil 1935, se kterým Uher obsadil v roce 1936 3. místo do 750 ccm

Ve třídě do 750 ccm vedly od počátku „1000 mílové 1935" otevřené Jawy 750. Jawy zvítězily způsobem start-cíl s jedinečnou pravidelností, v průměrné rychlosti 75,5 km/h. Pořadí bylo 1. Antonín Vitvar, Jawa 750, 1:46:13,6 h, 2. Jaroslav Kaiser, Jawa 750, 1:46:43,5 h. Třetí místo obsadil Václav Uher na Aero 750 se speciální karoserií pro 1000 mil.
Karel Vlašín na voze Zbrojovka Z-4 dobyl 1. místo v nejpočetnější obsazené kategorii automobilů do 1100 ccm a získal  cenu za nejlepší výkon na voze čs. výroby. "Stará" Vlašínova Zetka z "1000 mil 1934" osvědčila i zde mimořádnou výkonnost, ale i mimořádnou spolehlivost a důkladnost vozů této značky. V třídě do 1500 ccm vyhrál Bohumil Fišer na MG a časem 1:40:49,8 h obsadil 2. místo v absoultním pořadí.

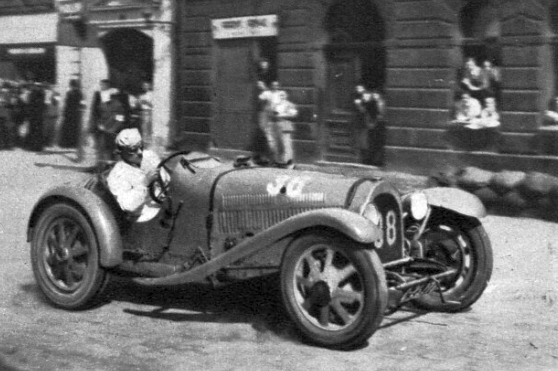
Jan Kubíček, Bugatti-Ford, Českobrodský okruh (1937)

### 4. ročník 1937
Od roku 1937 byl okruh zkrácen na 7,65 km. Závod se konal poprvé na ideální betonové státní silnici s ostrou zatáčkou do Tismic a Nové Vsi. Tato silnice byla stavěna před válkou jako strategická, počítalo se, že dojde k válečnému konfliktu. Trať vedla z Českého Brodu do Tismic, Nové Vsi a zpět do Č. Brodu.

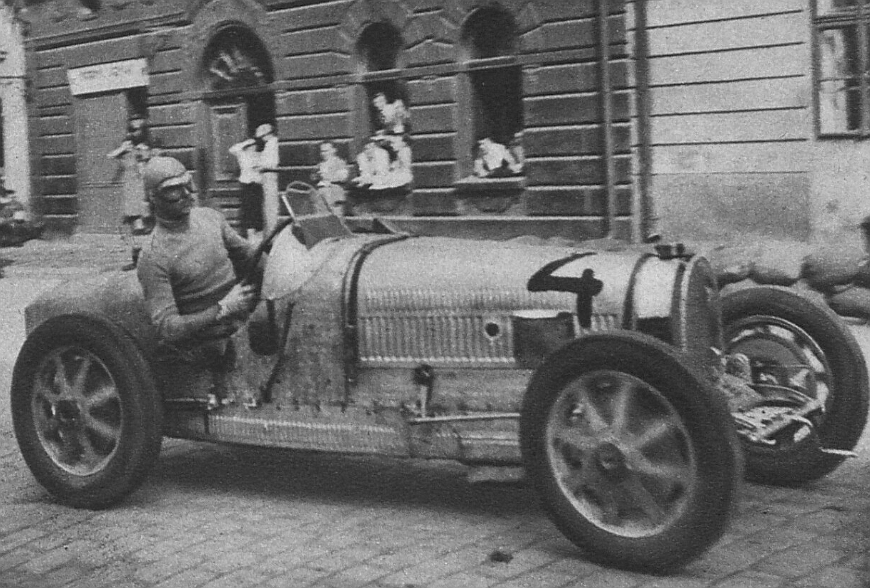
Zdeněk Pohl, absolutní vítěz Českobrodského okruhu 1937

K předposlednímu ročníku bylo přihlášeno 148 závodníků. V roce 1937 na IV. ročníku závodu zvítězil na zkrácené trati (23. května, na 10 kol, 76,5 km) ve třídě 1100 cm³ do Jaroslav Horák v čase 53:05 min v průměrné rychlosti 86,5 km/h a v juniorské kategorii, začínajících jezdců (na 5 kol, 38,25 km), prvá 2 místa obsazují "Jiří" (dr. Kraus) a František Štiller (všichni na Walter Junior SS). Nejvážnější úraz toho roku postihl nevinné diváky u rybníčka v Nové Vsi, kde v zatáčce závodnice Stejskalová na Walter Junior SS přerazila 6 silničních patníků. Odštěpek kamene zalétl až na druhý břeh rybníčku a zranil v kyčli 14letého chlapce Hromádku a vážně poranil osmiletého Bedřicha Jílka, jemuž přerazil klíční kost, žebro a snad natrhl i plíčky, psal dobový tisk.
V třídě do 1500 ccm zvítězil Jiří Pohl na MG a v třídě přes 1500 ccm jeho bratr Zdeněk Pohl na Bugatti. V třídě automobilů přes 2000 ccm zvítězil Jan Kubíček na voze označeném jako Ford-Special (Bugatti-Ford, vidlicový osmiválec Ford V8 se dvěma vodními čerpadly a spádovým karburátorem Stromberg). Odborný časopis Auto k tomu poznamenal, že Kubíček vyhrál na voze vyzbrojeném sériovým motorem z nákladního automobilu. Absolutním vítězem závodu se stal Zdeněk Pohl na Bugatti s kompresorem v čase 39:36,7 min v kategorii automobilů s kompresory přes 1500 ccm, který také zajel nejrychlejší kolo v čase 3:54 min. V kategorii motocyklů přes 350 ccm zvítězil Antonín Vitvar na motocyklu Jawa 500 v nejlepším času dne a v průměrné rychlosti 106 km/h.

### 5. ročník 1938
Klub automobilistů a motocyklistů pro Podlipanský kraj a Republikánský autoklub v Českém Brodě uspořádaly v neděli za spolupráce Svazu závodníků automobilistů a motocyklistů z Prahy tradiční závod motocyklů a automobilů na Českobrodském okruhu. Závod byl rozdělen na dvě hlavní části, a to závod juniorů (začínajících jezdců) a závod seniorů. Trať zůstala nezměněna svojí délkou, ale změnil se směr. Jelo se obráceně: z Českého Brodu do Nové Vsi, pak do Tismic a zpět do Českého Brodu. Závod tentokráte doprovázelo nevlídné, pošmourné počasí brzkého jara.
Nejrychlejší z motocyklů byl Jaroslav Trnka na Rudge, pět kol - 38,250 km - za 20 min a 17 vteřin, a z automobilů Jan Kubíček na Fordu Special 10 kol - 76,500 km - za 42 minut, 21 vteřin". V závodě na 10 kol (76,5 km) do 1100 cm zvítězil Josef Štiller na Zetce Z 4, do 1500 ccm František Hošťálek na Zetce Z 5 Express, když se Václav Vaníček (Bugatti) a Bohdan Deston (Z 5) stali obětí příliš rychlého tempa v prvních kole. Vaníček dokonce prvních šest kol jezdil v čele závodu a Deston jezdil jako druhý. V nejsilnější kategorii automobilů přes 1500 ccm a v absolutním pořadí zvítězil již zmíněný Jan Kubíček. Na druhém místě skončil Mikula a třetí Vladimír Vojtěchovský (oba Aero 50). Kubíček vedl od startu a neustále zvyšoval svůj náskok.

### Českobrodský okruh veteránů
Po válce se bohužel závod již nepodařilo obnovit, až v roce 2002 parta nadšenců z Veteran Car Clubu Český Brod uspořádala veteránský podnik, jehož historie sahá až do současnosti. Trať více méně kopíruje druhý a třetí ročník předválečných okruhů: Č. Brod, Tismice, Mrzky, Doubravčice, Kostelec, Krupá, Přistoupim, Tuchoraz, Č. Brod. Pouze ve dvou úsecích nebylo možné sledovat trasu původní: přes obec Vrátkov to nedovolovala úzká silnice ve špatném stavu a v závěrečné části okruhu bylo z bezpečnostních důvodů zvoleno mimoúrovňové křížení "Českobrodské silnice". Veteránský závod vždy startuje z náměstí Arnošta z Pardubic v Českém Brodě.  Od roku 2013 se součástí této veteránské akce i sraz majitelů anglických motocyklů B.S.A.
V roce 2019 oslavil Českobrodský okruh 85 let.

### Výsledky automobilů
| Ročník | Datum      | Délka trati | Vítěz          | Vůz          | Čas                  | Rychlostní průměr |
| 1      | 1934-05-20 | 210,7 km    | Emanuel Pinner | Aero         | soutěž spolehlivosti |                   |
| 2      | 1935-05-05 | 157,8 km    | Jan Kubíček    | Bugatti      | 1:59:16,0 h          | 79,5 km/h         |
| 3      | 1936-05-03 | 132,5 km    | Zdeněk Pohl    | Bugatti      | 1:32:37,5 h          | 85,8km/h          |
| 4      | 1937-05-23 | 76,5 km     | Zdeněk Pohl    | Bugatti      | 39:36,7 min          | 115,9 km/h        |
| 5      | 1938-04-24 | 76,5 km     | Jan Kubíček    | Ford Special | 42:21,0 min          | 108,4 km/h        |